# Gachwechnagechga
Gachwechnagechga  /islanders — Hewitt)/ (kod Gatschetta i Lehigh, Lecha), jedna od skupina Unami Indijanaca, šira skupina Delaware ili Lenni Lenape, koji su nekada živjeli uz rijeku Lehigh u Pennsylvaniji.
Naziv Lehigh dolazi od delawarskog lechau, u značebnju fork of a river, a označava pritoku Delawara, a kasnije i ugljena pronađenog u tom kraju.